# 시미즈역 (시즈오카현)
시미즈역(일본어: 清水駅 시미즈에키[*])은 일본 시즈오카현 시즈오카시 시미즈구에 있는 철도역이다.

## 타는 곳
| 1 | ■ 도카이도 본선 | 후지·누마즈·아타미·고후 방면  |
| 2 | ■ 도카이도 본선 | 시즈오카·시마다·하마마쓰 방면 |

## 역세권 정보
- 국도 제1호선
- 국도 제149호선

## 역사
- 1889년 2월 1일: 영업 개시.
- 1934년 12월 1일: 시미즈 역으로 명칭을 변경.
- 1987년 4월 1일: 도카이 여객철도에 이관.
- 1992년 12월 19일: 자동 개찰 도입.
- 2003년 6월 22일: 역사 개축 완료.
- 2008년 3월 1일: TOICA의 사용이 개시되었다.

## 인접역
| 도카이 여객철도 도카이도 본선 | 도카이 여객철도 도카이도 본선 | 도카이 여객철도 도카이도 본선 |
| ----------------------------- | ----------------------------- | ----------------------------- |
| 오키쓰 아타미 방면            | ■ 도카이도 본선               | 구사나기 하마마쓰 방면        |